# 2020. Безлюдна країна
2020. Безлюдна країна (англ. 2020 #deserted country) — псевдодокументальний повнометражний художній фільм режисера Корнія Грицюка знятий в Україні.
Фільм вийшов в український обмежений кінопрокат 22 листопада 2018.

## Сюжет
Дія стрічки розгортається в найближчому майбутньому. Канадський режисер з українським корінням Метью Смаглюк вирішує відвідати землю предків та згодом опиняється в незвичних умовах. Унаслідок певних міжнародних договорів жителям України відкриваються кордони до всього світу. Розчаровані своєю країною, обтяжені численною кількістю невирішених проблем, вони нарешті можуть вільно відвідати будь-який куточок світу. Відтак, за декілька тижнів наша країна опиняється порожньою. Її жителі на радощах покидають її територію в пошуках кращого життя.
Тим часом герой намагається знайти когось з тих, хто залишився. Протягом тривалої експедиції йому та його знімальній команді вдається знайти лише вісьмох людей, які залишилися на рідній землі.

## У ролях
У фільмі взяли участь наступні актори:
- Андрій Куликов — Тарас Войтенко, президент України
- Катерина Кольцова — Тоня Вишневська, російськомовна фотомодель родом зі Львова
- Олена Демченко — Олена Демченко, бухгалтер та чиновниця з Запоріжжя; хранителька довідок у Держкомстаті
- Дмитро Абрамов — Ван Хай Лау, китайський дослідник з Полтави
- Ігор Салімонов — Ден «Череп» Романенко, заблукалий проросійський бойовик
- Микита Панісов / Анна Кравченко — Л'на та Олег Чупи, молоді фрілансери: блогерка та IT-фахівець родом з Дніпра
- Віктор Манза — Віктор Полегенько, інженер з Одеси
- Борис Абрамов — Забайкальський, бізнесмен
- Олексій Пєтухов — коментатор-вчений

А також Гліб Буряк в епізодичній ролі.

## Виробництво та кошторис
Це дебютна повнометражна стрічка режисера Корнія Грицюка. Знімальній процес тривав 35 днів, які розтягнулися на рік, адже зйомки проходили тільки у вихідні. Кошторис фільму за деякими даними склав $375 (₴10 тис.).

## Реліз
Кінострічка вперше була представлена 30 травня 2018 року на 47-му Київському кінофестивалі «Молодість» у рамках програми «Forma». Згодом стрічку також було представлено 8 листопада 2018 року на Strasburg Film Festival у рамках програми «Close up UA» та 9 листопада 2018 року на FilmFestival Cottbus у рамках програми «Box Office Brewery».
Фільм вийшов в обмежений український кінопрокат 22 листопада 2018.
Фільм з'явився на VOD-платформі Takflix 1 січня 2020 року.

## Відгуки кінокритиків
Фільм отримав переважно негативні відгуки від українських кінокритиків.
Ігор Грабович у «Детекторі медіа» вказав, що «Окремі персонажі цього фільму здаються необов'язковими, деякі надто гротескними, проте фактично жоден із них не співвідноситься зі злободенною для сучасної України публічною чи знаковою постаттю». Але головний недолік фільму, на думку Грабовича, в тому, що в фільмі ніхто не тужить за минулим (а це характерна риса кінокартин такого типу), тому Україна фактично знецінюється.
Юрій Самусенко з інтернет-видання «Moviegram» відгукнувся, що фільм «сируватий», але в ньому через різних персонажів звучить одна думка — людини, що «любить свою землю не за традиційне та властиве нашій країні „це моя земля, я тут і помру“, а за різноманіття, всі плюси і негаразди».
Олег Вергеліс із «DT.UA» писав, що мета картини — це збудження, роздратування, резонанс, і з цим вона справляється.